# Kelet-gútai csata
A Kelet-gútai csata az al-Nuszra Frontot és a Faylaq al-Rahman magában foglaló Jaish al-Fustat koalíció valamint a Jaysh al-Islam felkelői csoport között kialakult fegyveres konfliktus volt, Damaszkusztól keletre. A két csoport között 2016. márciusban éleződött ki a feszültség, miután februárban feloszlott az Ajnad al-Sham Iszlám Unió, majd ezt követően a Jalt Zamalkában elkergette a Faylaq al-Sham.

## Előzmények – Összecsapások Jisreen környékén
2016. április 18-án az al-Rahman Légió támadást indított a Jaysh al-Islam központja ellen Jisreenben, ahol be is vette a központot.

## Az eredeti konfliktus

### A harcok kezdete
Április 28-án a Faylaq al-Sham és a Jaish al-Fustat Gúta keleti részén 6 városban, többek között al-Qabunban és Zamalkában megtámadták a JaI állásait, Ennek hatására az előbbiek légvédelmi dandárja megtámadta a Jaysh al-Islam állásait. Az Ahrar ash-Sham tagadta, hogy bármiféle köze is lenne a konfliktushoz, és továbbra is semleges maradt. A harcok miatt Kelet-Gúta lakosai tüntetést szerveztek, és a felkelők harcainak befejezését követelték.

### Támadások Miszrábában és tűzszünet
Május 8-án a Jaish al-Fustat, a Jabhat al-Nusra, és a Faylaq al-Rahman megtámadta a Jaysh al-Islam kezén lévő Miszrába falut. Ekkorra a JaI ellenőrizte Kelet-Gúta északi területeit, míg a déli területek a JaN fennhatósága alatt álltak. A JaI több gyógyszertárat támadott meg, egy orvossal pedig egy eltévedt golyó végzett. Másnapra egy békeszerződést írtak alá, mely alapján a JaI kivonult Miszrábából, melyet ezután egy semleges rendőri alakulat fog ellenőrizni. A megállapodás ellenére a harcok tovább folytatódtak, és május 17-g mindkét oldalon több mint 500 harcos esett el, ezen kívül egy tucatnyi civil is meghalt a kelet-gútai harcokban. 2016. május 24-én egy újabb tűzszüneti megállapodűst írtak alá.